# Flykten från öknen
Flykten från öknen är en amerikansk drama och äventyrsfilm från 1965 i regi av Robert Aldrich. Filmen är baserad på en roman av Trevor Dudley Smith.

## Handling
James Stewart spelar en pilot, som med last och passagerare nödlandar i Saharaöknen med sin Fairchild C-82. Bland de överlevande finns en person (Hardy Krüger) som hävdar att han är flygingenjör. Tillsammans med Stewart och övriga överlevande passagerare tänker han bygga ett flygplan av vrakresterna från det havererade flygplanet som kan ta dem åter till civilisationen.

## Om filmen
För filmen konstruerade Otto Timm ett riktigt flygplan efter författarens beskrivning i boken som filmen bygger på. Byggt av Tallmantz Aviation i trä med delar från en North American T-6 och en Beechcraft C-45, döptes det till Tallmantz Phoenix P-1. Under inspelningen flögs denna hybrid av den kände stuntpiloten Paul Mantz, med stuntmannen Bobby Rose i baksits. Under andra tagningen av vad som skulle simulera en start i den lösa sanden bröts flygplanet mitt itu. Mantz hamnade under motorn och omkom omedelbart. Rose skadades svårt men överlevde. Som ersättning för de scener man ännu inte spelat in, byggdes en North American O-47 om för att påminna om Phoenix P-1. Kraschen finns varken med i filmen eller i handlingen. Däremot är filmen dedicerad till Paul Mantz minne i sluttexterna.
Filmen nominerades till två Oscar, en för bästa manliga biroll (Ian Bannen), och en för bästa klippning.
Filmen hade senare nypremiär med titeln Fenix flykt.
Filmåret 2004 kom en nyinspelning med titeln Flight of the Phoenix.

## Rollista
- James Stewart - Capt. Frank Towns
- Richard Attenborough - Lew Moran
- Peter Finch - Capt. Harris
- Hardy Krüger - Heinrich Dorfmann
- Ernest Borgnine - E. 'Trucker' Cobb